# Hemiblossia machadoi
Hemiblossia machadoi es una especie de arácnido  del orden Solifugae de la familia Daesiidae.

## Distribución geográfica
Se encuentra en Angola.